# Myles Birket Foster

Birket Foster

Myles Birket Foster (* 4. Februar 1825 in North Shields, Northumberland; † 27. März 1899 in Weybridge, Surrey) war ein populärer englischer Zeichner, Illustrator und Maler des Viktorianischen Zeitalters.

## Leben
Foster war das jüngste der sieben Kinder einer Quäker-Familie, die sich 1830 in London niederließ. Seine erste künstlerische Ausbildung erhielt er von dem Holzschneider Ebenezer Landells. 1846 machte er sich als Buchillustrator selbständig. Zu seinen Arbeiten aus dieser Zeit gehören eine Reihe von lebensnahen Szenen aus dem englischen Landleben. Auf die Illustrationen zu Henry Wadsworth Longfellows Epos „Evangeline“ (1850) folgten solche zu Werken von William Wordsworth, Oliver Goldsmith, Thomas Gray und anderen englischen und amerikanischen Dichtern. Dabei entwickelte Foster eine Vorliebe für das landschaftliche Element und die See.
In den 1850ern erhielt Foster den Auftrag für verschiedene Ansichten des Rheins, die in zwei Publikationen, The Rhine and its Pictorial Scenery (1856) und The Upper Rhine (1857), erschienen sind und ihm halfen, sich als Maler zu etablieren. Viele seiner sonstigen Landschaftsbilder malte er auf Reisen nach Schottland, in die Schweiz und nach Italien; in Venedig entstanden außerdem verschiedene Stadtansichten.
In den 1860ern wandte sich Foster mehr und mehr der Aquarellmalerei zu. 1862 wurde er Mitglied der Royal Watercolour Society, wo er 332 seiner Arbeiten ausstellte. Außerdem war er in den Jahren zwischen 1869 und 1881 mit 13 seiner Ölgemälde auf Ausstellungen der Royal Academy of Arts vertreten.
Fosters Darstellungen des häuslichen und ländlichen Lebens und insbesondere der Kinderwelt fanden weite Verbreitung. So schmückten seine Bilder zusammen mit denen anderer Künstler ab 1860 die Schachteln des Schokoladenherstellers Cadbury.

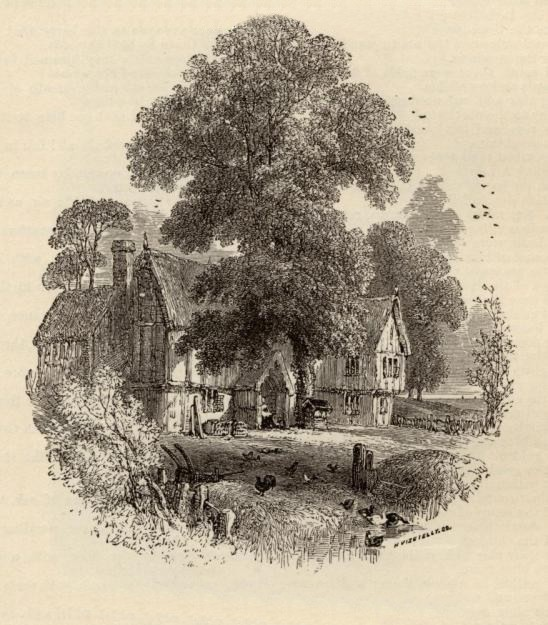
Illustration aus „The Complete Poetical Works of Henry Wadsworth Longfellow“
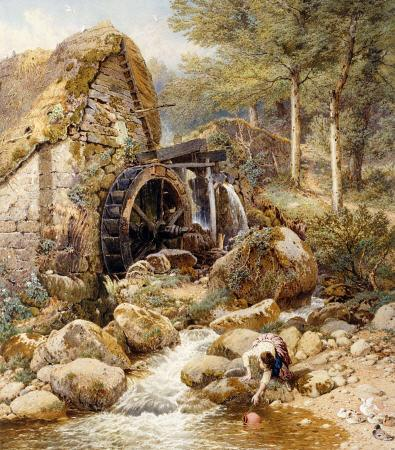
The old water mill
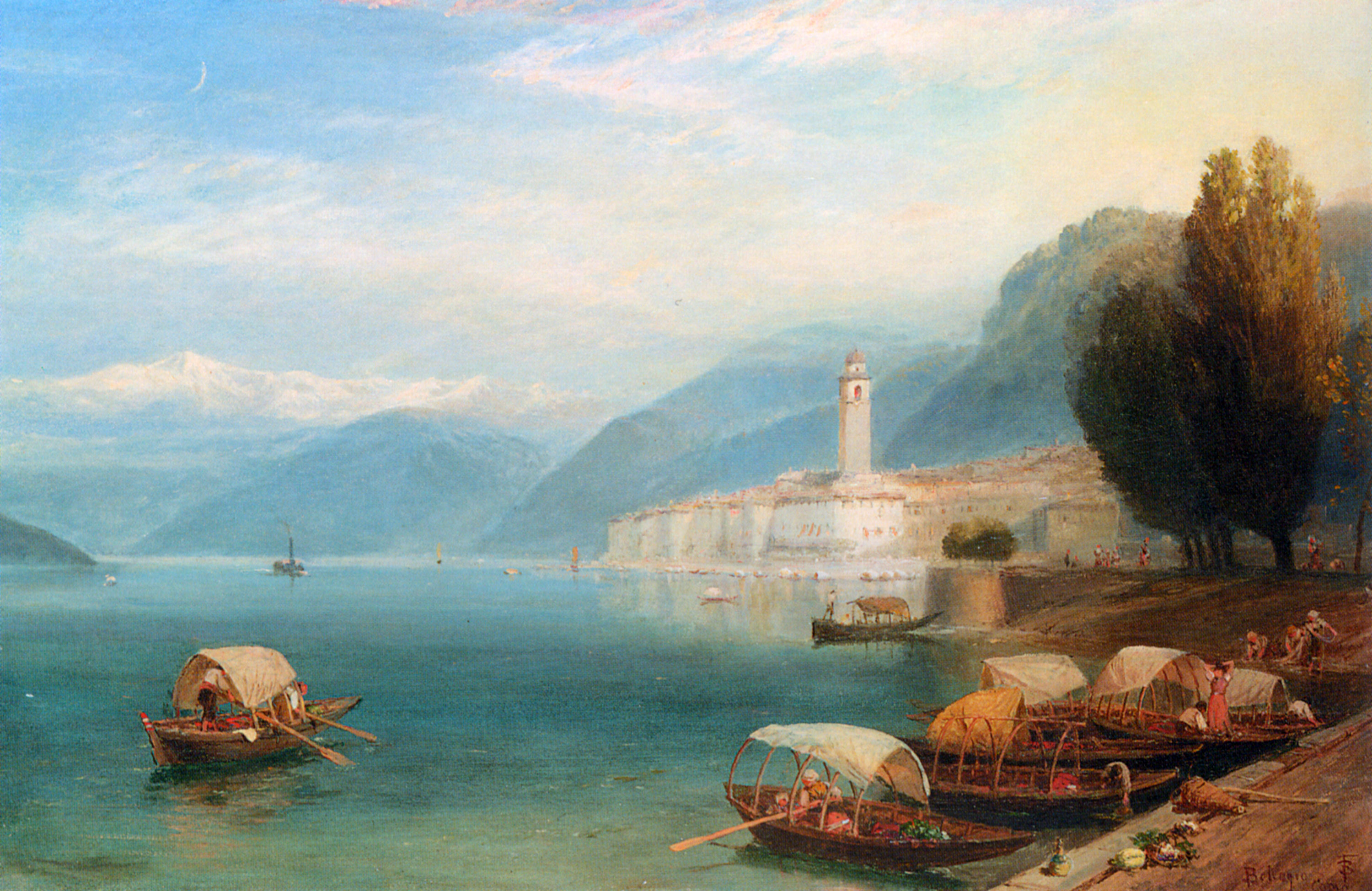
Lake Como
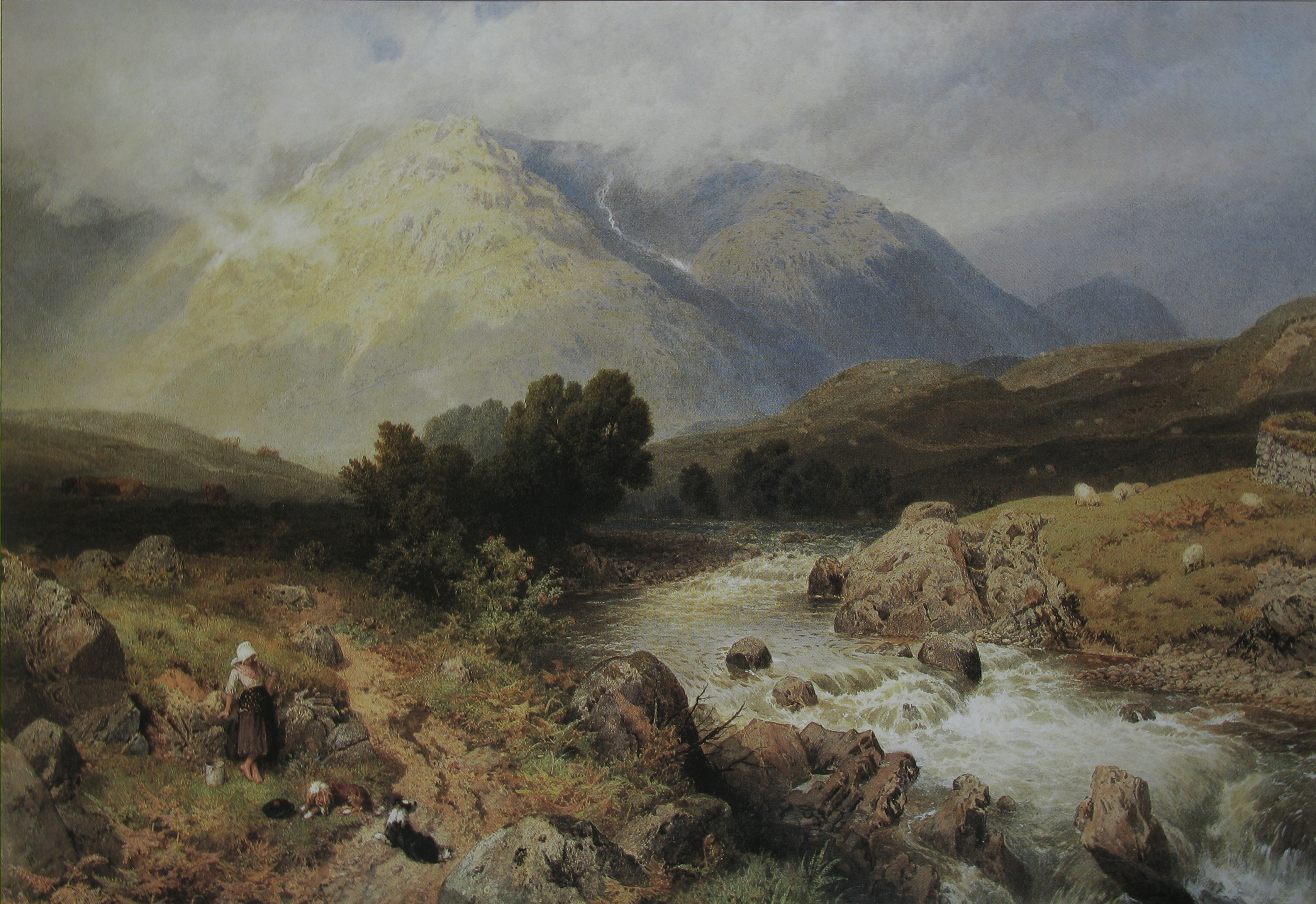
Highland Szenerie

## Familie
Sein Sohn, Myles Birket Foster jun. (1851–1922), war Organist und Komponist. Er verfasste Kantaten für Kinderchor und eine History of the Philharmonic Society (London 1913).